# Comté de Chambers (Texas)
Pour les articles homonymes, voir Comté de Chambers.
Le comté de Chambers, en anglais : Chambers County, est un comté situé à l'est de l'État du Texas aux États-Unis. Fondé le 12 février 1858, son siège de comté est la ville de Anahuac. Selon le recensement de 2020, sa population est de 46 571 habitants. Le comté a une superficie de 2 256,2 km2, dont 1 546,5 km2 en surfaces terrestres. Il est nommé en l'honneur de Thomas Jefferson Chambers, un avocat, puis un major-général de la république du Texas et une personnalité politique.

## Organisation du comté
Le comté est fondé le 12 février 1858, à partir de terres des comtés de Jefferson et Liberty. Il est définitivement organisé et autonome le 2 août 1858.
Il est baptisé en référence à Thomas Jefferson Chambers (en), un avocat puis un major-général durant la révolution texane et membre de la Chambre des représentants du Texas,.

## Géographie

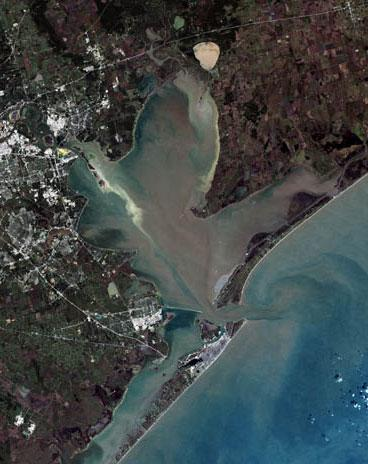
La baie de Galveston dans le comté de Chambers.

Le comté de Chambers est situé à l'est du Texas, aux États-Unis,. Il est bordé au sud-ouest et au sud par la baie de Galveston. 
Il a une superficie totale de 2 256,2 km2, composée de 1 546,5 km2 de terres et de 709,7 km2 de zones aquatiques. 

## Comtés adjacents
|                    | Comté de Liberty  |                    |
| Comté de Harris    | comté de Chambers | Comté de Jefferson |
| Comté de Galveston |                   |                    |

## Démographie
Lors du recensement de 2010, le comté comptait une population de 35 096 habitants. Elle est estimée, en 2018, à 42 454 habitants,.

Pyramide des âges du comté de Chambers (2000).

| Groupes           | Comté de Chambers | Texas | États-Unis |
| ----------------- | ----------------- | ----- | ---------- |
| Blancs            | 78,6              | 70,4  | 72,4       |
| Autres            | 9,5               | 10,6  | 6,4        |
| Afro-Américains   | 8,2               | 11,9  | 12,6       |
| Métis             | 2,1               | 2,5   | 2,7        |
| Asiatiques        | 1,0               | 3,8   | 4,8        |
| Amérindiens       | 0,6               | 0,7   | 0,9        |
| Total             | 100               | 100   | 100        |
|                   |                   |       |            |
| Latino-Américains | 18,9              | 37,6  | 16,7       |